# Ourapteryx kalsholti
Ourapteryx kalsholti là một loài bướm đêm trong họ Geometridae.